# Alexei Gawrilowitsch Wenezianow

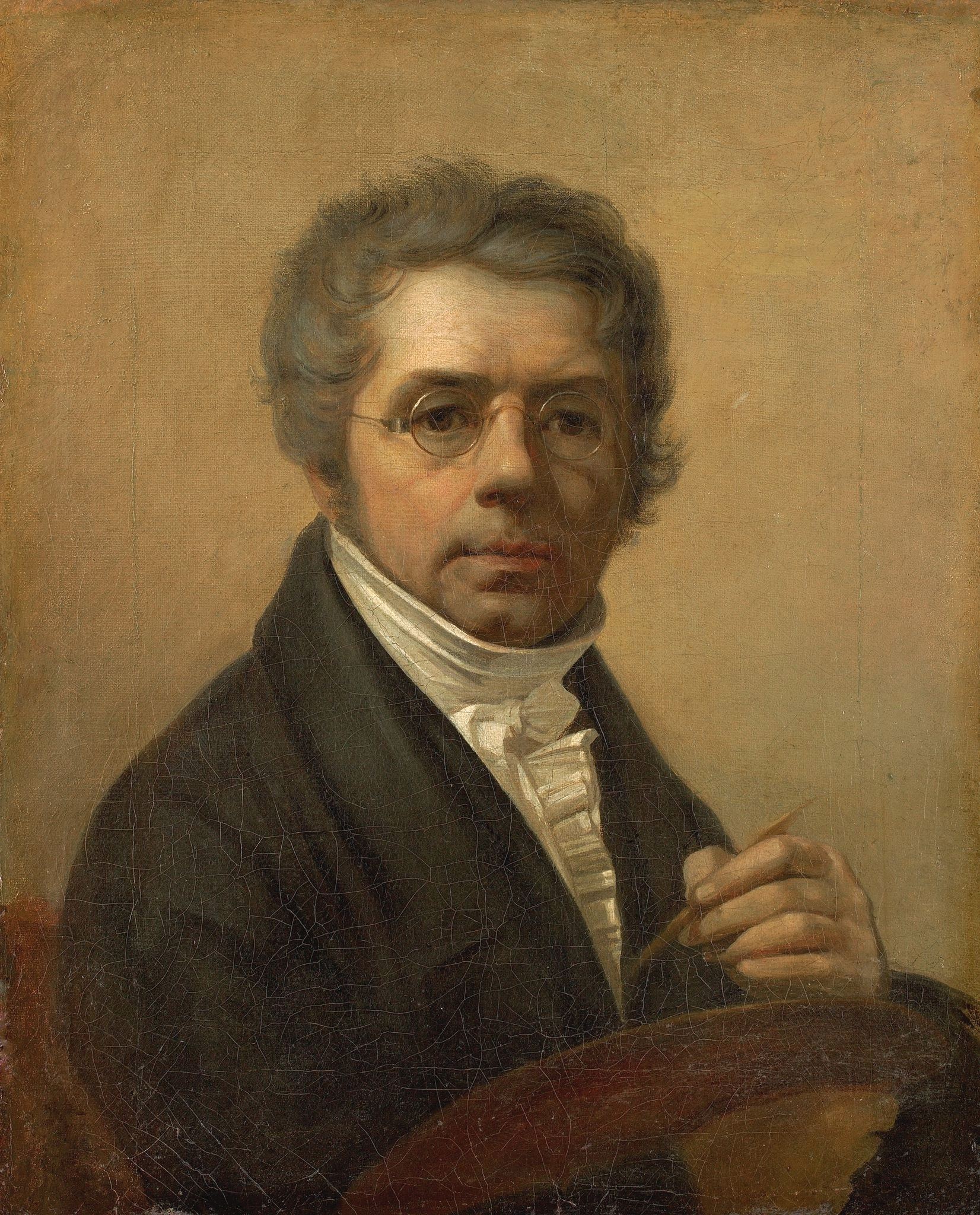
Alexei Wenezianow, Selbstporträt

Alexei Gawrilowitsch Wenezianow (russisch Алексей Гаврилович Венецианов, wiss. Transliteration Alexej Gavrilovič Venecianov; * 7. Februarjul. / 18. Februar 1780greg. in Moskau; † 4. Dezemberjul. / 16. Dezember 1847greg. in Poddubje bei Twer) war ein russischer Maler, der für seine dem bäuerlichen Leben und einfachen Menschen gewidmeten Gemälde bekannt ist.

## Leben
Alexei Wenezianow wurde in einer Kaufmannsfamilie in Moskau geboren. In den 1800er Jahren begann er seine Karriere im Staatsdienst und zog nach Sankt Petersburg um, wo er Kunst studierte. Anfangs übte er im Nachmalen der Bilder aus der Eremitage und mit Porträts der Freunde. Später lernte er Wladimir Borowikowski kennen und wohnte in dessen Haus als sein Geselle. Wenezianow versuchte, als selbständiger Porträtmaler zu arbeiten, hatte jedoch nur wenige Aufträge. 1811 bekam er vom Ausschuss der Akademie der Künste den Akademiker-Titel verliehen. Auslöser waren zwei seiner Werke – ein Selbstporträt und das Porträt von Kirill Iwanowitsch Golowatschewski (1735–1823) mit dessen Schülern.
1819 verließ Wenezianow den Staatsdienst und widmete sich allein der Malerei. Er kaufte das Dorf Safonkowo und übersiedelte dorthin. Während dieser Zeit malte er die Natur, die ihn umgab. Die Werke, die dabei entstanden, stellten den Höhepunkt seiner künstlerischen Arbeiten dar. Er malte Porträts von Bauern sowie Szenen aus dem Landleben. Wenezianow war der erste, der das bäuerliche Leben in der russischen Kunst darstellte. Seine Werke wurden mit großem Erfolg in einer Ausstellung 1824 gezeigt, für die er von den Kritikern gelobt wurde.
Wenezianow wollte Professor an der Akademie der Künste werden, doch die Mitglieder der Akademie lehnten dies hauptsächlich wegen seines Mangels an akademischer Übung. Ab den späten 1810er Jahren begann Wenezianow, einfache Menschen mit ärmlichen Hintergrund und sogar Leibeigene wie Grigori Soroka heranzuziehen und sie Malerei zu lehren. Mitte der 1820er Jahre hatte er eine Gruppe von Lehrlingen und eröffnete eine eigene Malereischule. Zar Nikolaus I., der eine Vorliebe für „nationale Stilrichtungen“ hatte, hegte Sympathien für den Künstler und ernannte ihn zum Hofmaler. Dieser Titel gab Wenezianow die finanzielle Unterstützung, die für das Betreiben der Schule nötig war, in der der Unterricht kostenlos blieb.
In Petersburg lernte er auch Taras Schewtschenko kennen, der zu der Zeit noch Leibeigener war und sich unter anderem mit maßgeblicher Hilfe von Wenezianow 1838 aus seiner Unfreiheit loskaufen konnte.
Wenezianow starb 1847 bei einem Unfall, als sich die Pferde loslösten und seine Kutsche einen steilen Abhang herunterstürzte.

## Werke

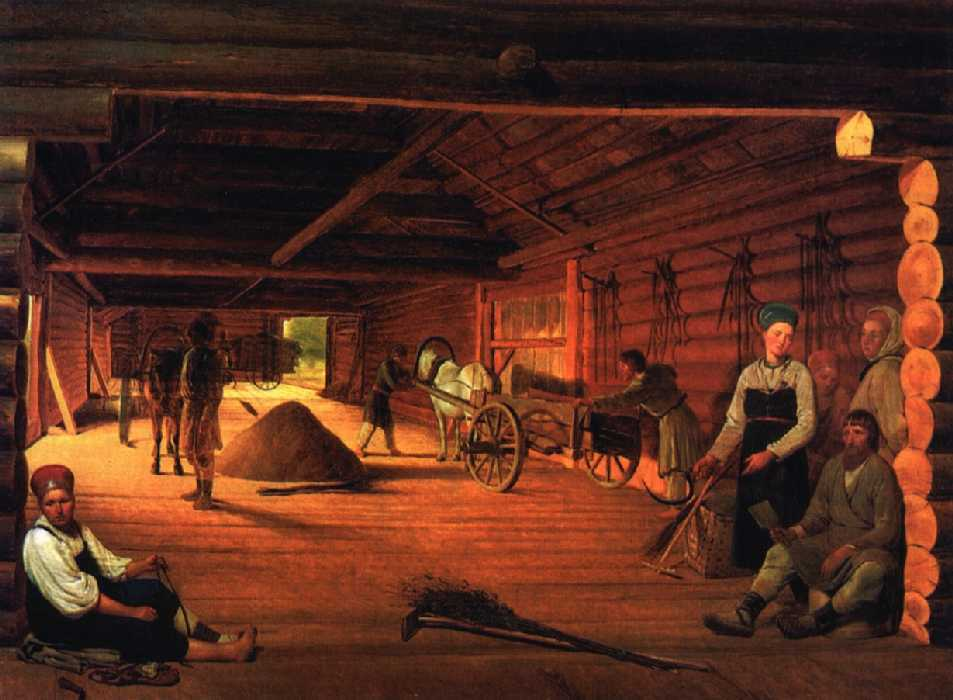
Im Dreschraum, 1821–1823
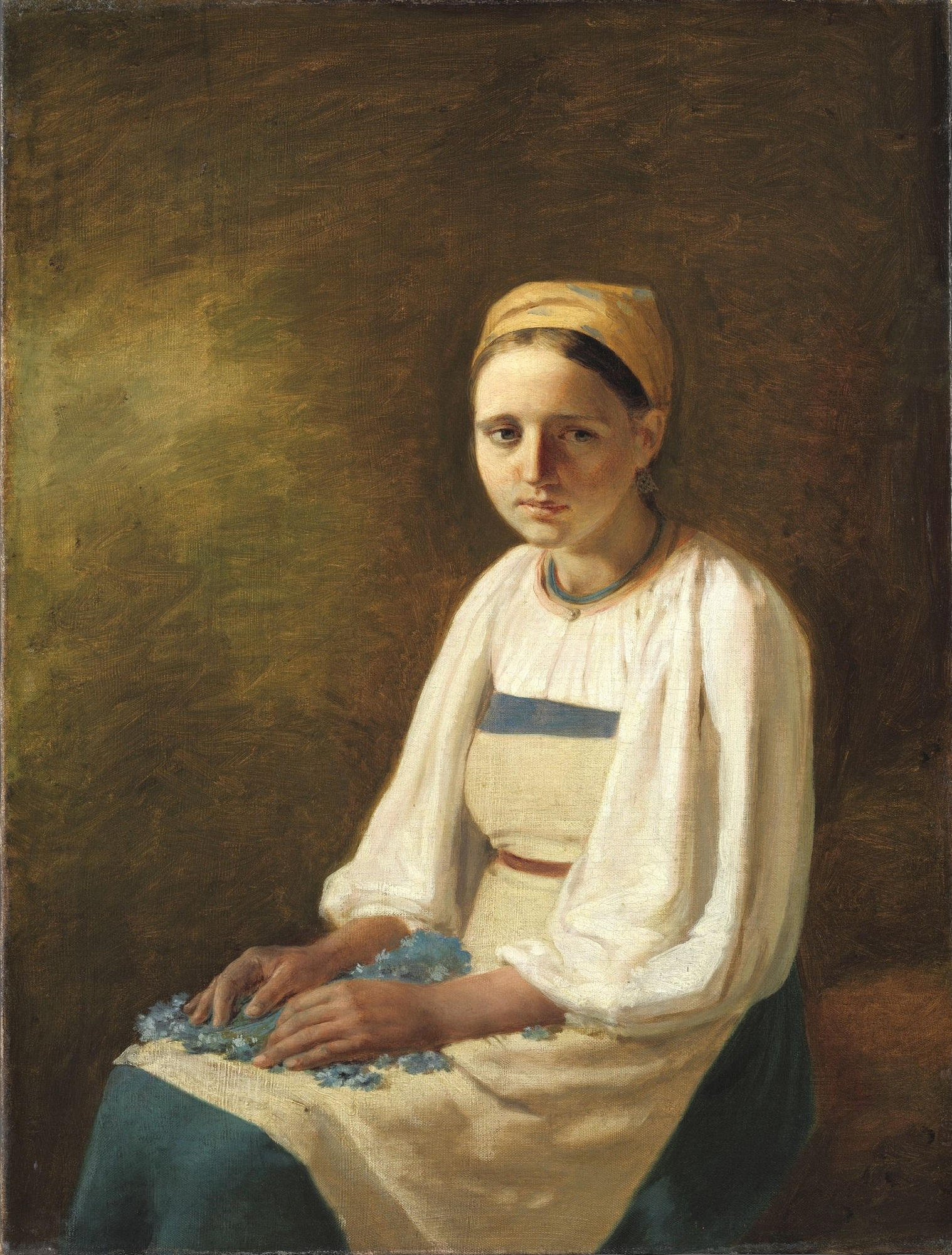
Ein Bauernmädchen mit Kornblumen, 1820er
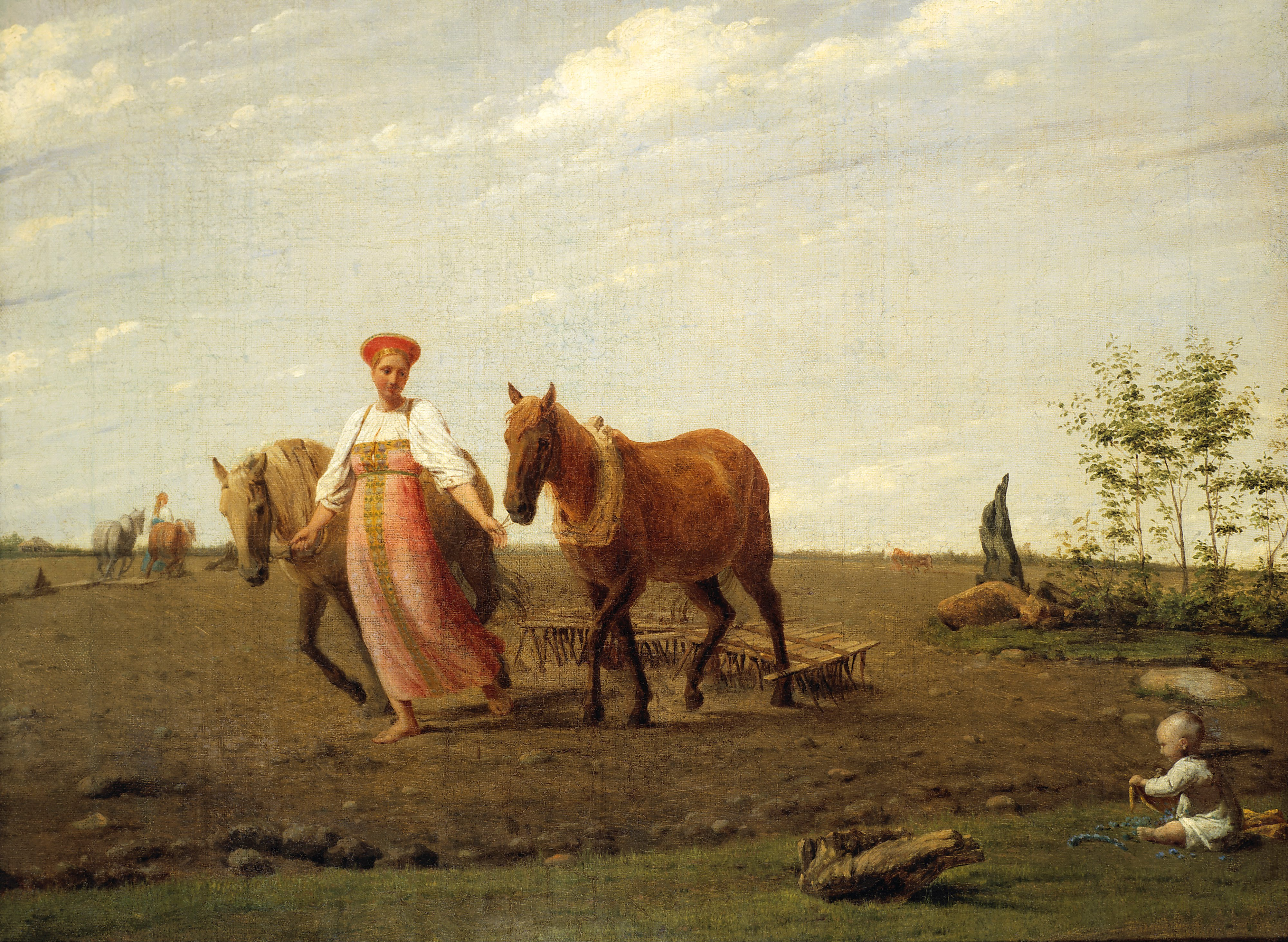
Pflügen im Frühling, 1820er
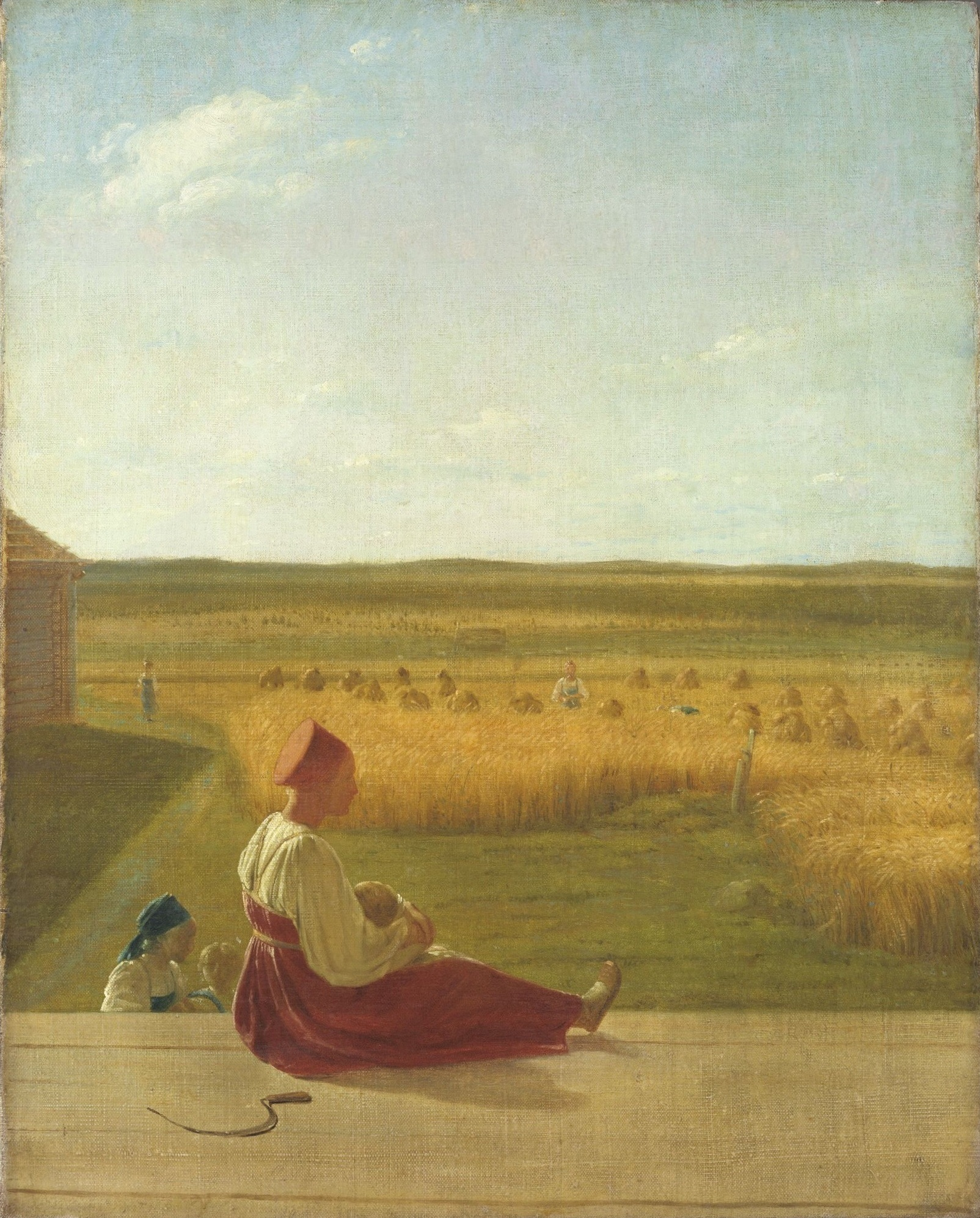
Sommerernte, 1820er
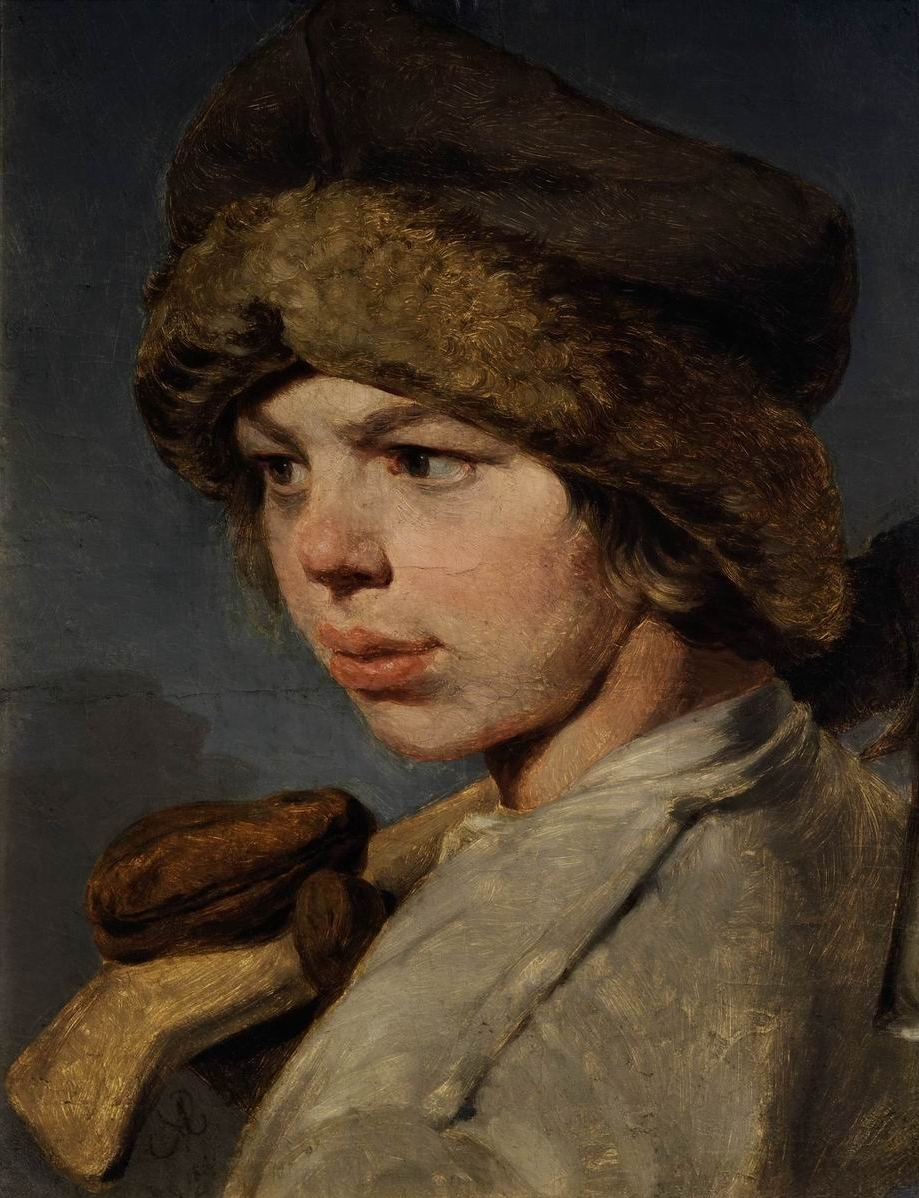
Sacharka, 1825
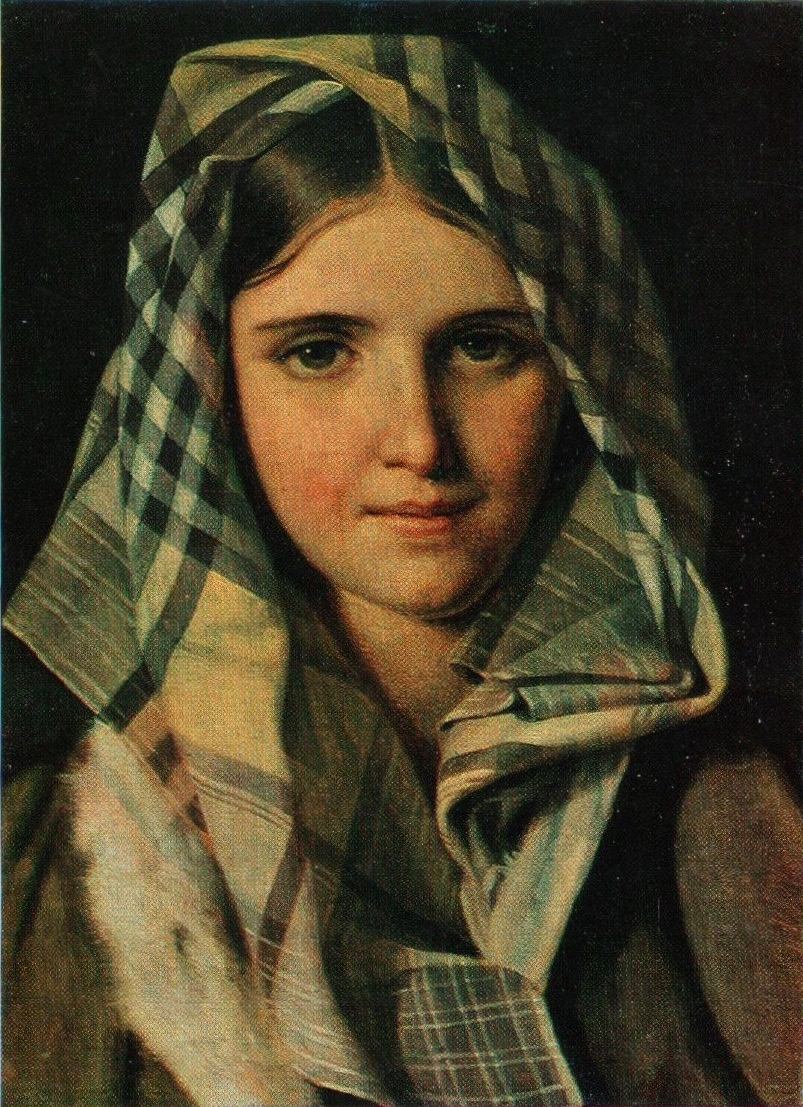
Ein Mädchen mit kariertem Kopftuch
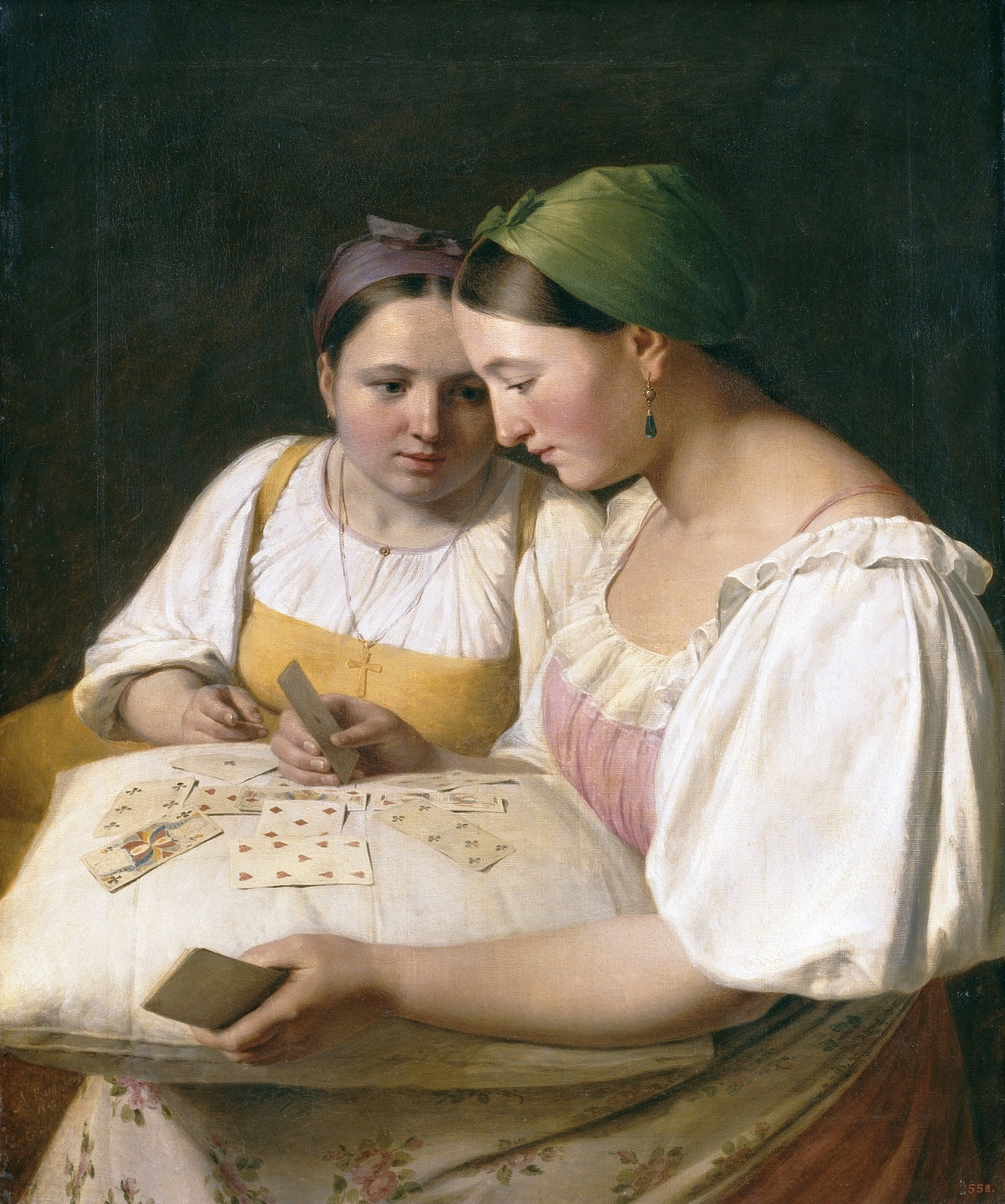
Die Wahrsagerei, 1842
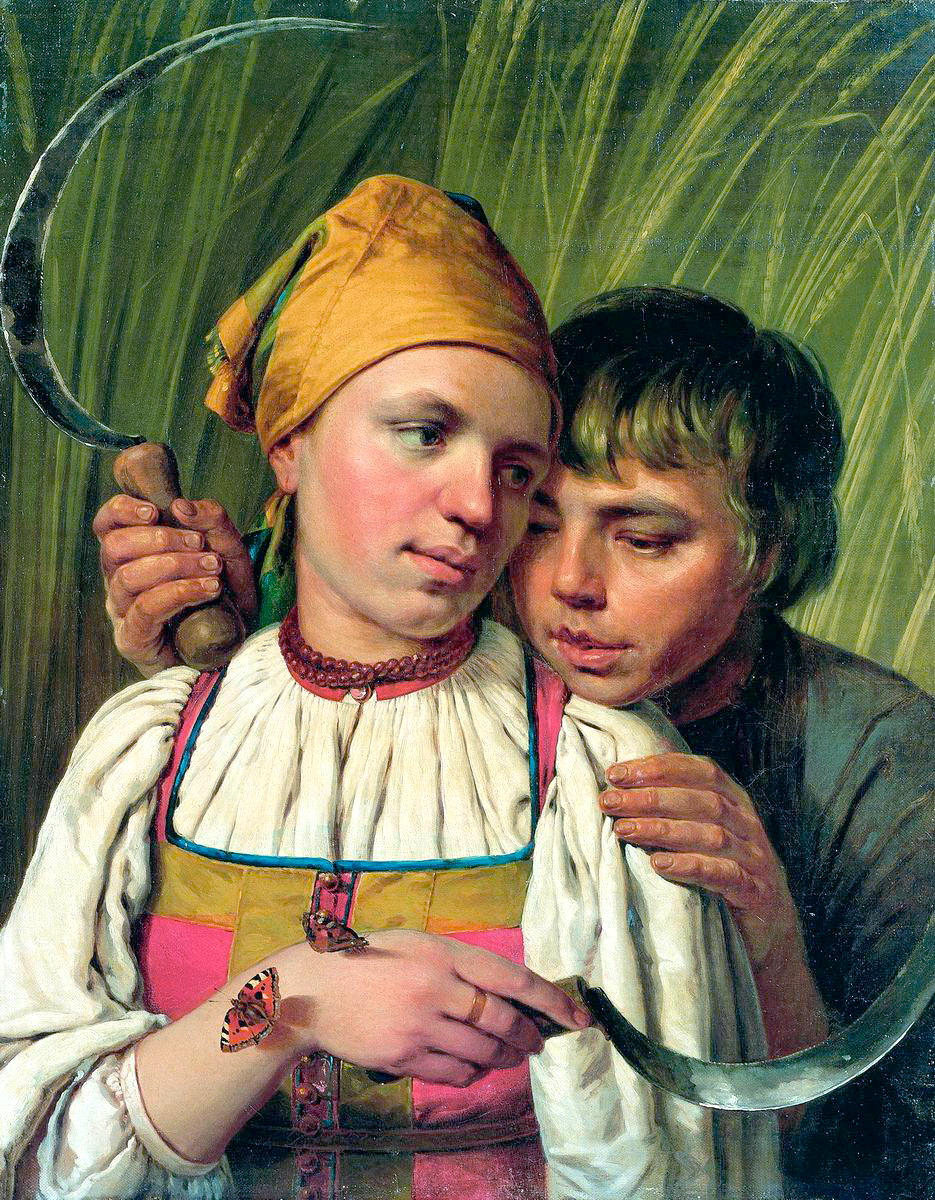
Die Mäher